# 황준헌

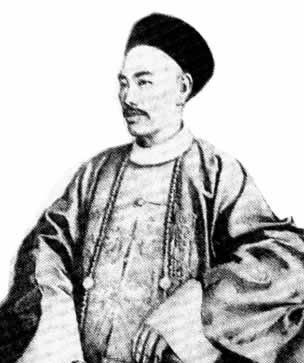
황준헌

황준헌(중국어 간체자: 黄遵宪, 정체자: 黃遵憲, 병음: Huáng Zūnxiàn 황쭌셴[*], 1848년 5월 29일, 광동성 매주시 매강구 금산가도 ~ 1905년 3월 28일)은 중국 청나라의 외교관 겸 정치인이며, 하카계 출신이다.

## 생애
1880년 주일 청국 공사관 참찬관으로 있을 때, 수신사로 일본에 간 김홍집에게 '러시아의 침략을 막기 위해서는 조선이 중국·일본·미국 등과 협상을 맺어야 한다'는 내용이 적힌 《조선책략(朝鮮策略)》을 주었다. 1882년 한·미 조약을 체결할 때 이홍장의 명령으로 조약문을 기초하였다. 그 후 벼슬이 호남 안찰사에까지 이르렀다.

## 황준헌을 연기한 배우

### TV 드라마
- 이한수 - 《풍운》(1982년, KBS)
- 임병기 - 《찬란한 여명》(1996년, KBS)

## 같이 보기
- 량치차오
- 담사동
- 캉유웨이
- 장지동

## 참고 자료
- 이 문서에는 다음커뮤니케이션(현 카카오)에서 GFDL 또는 CC-SA 라이선스로 배포한 글로벌 세계대백과사전의 내용을 기초로 작성된 글이 포함되어 있습니다.